# August von Kloeber

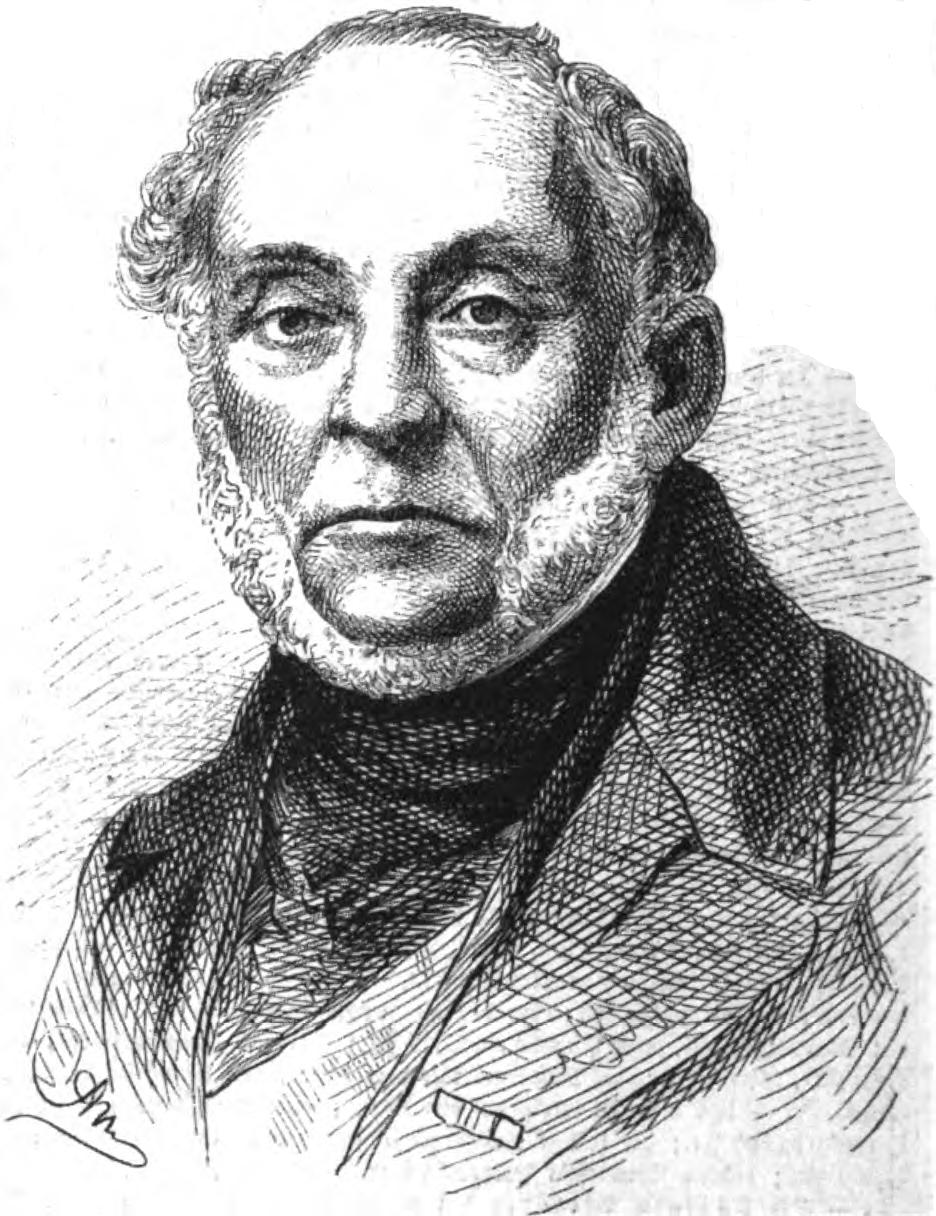
August von Klöber. Grafik von Adolf Neumann.

Carl Friedrich August von Kloeber (* 21. August 1793 in Breslau; † 31. Dezember 1864 in Berlin) war ein deutscher Maler.

## Leben
Nach seiner Erziehung an der Kadettenanstalt in Berlin 1805/06 studierte August von Kloeber ab 1808 zunächst Bauwesen an der Bauschule in Breslau und ab 1810 Malerei an der Königlich Preussischen Akademie der Künste in Berlin. Eine Unterbrechung seiner künstlerischen Ausbildung erfolgte während der Befreiungskriege gegen die napoleonische Armee 1813, an denen er als Freiwilliger bei den Kämpfen in Großgörschen, Bautzen und Paris teilnahm. Nach dem Friedensschluss 1815 blieb Kloeber zunächst in Paris zum Studium der dortigen Kunstsammlungen und ging anschließend vier Jahre an die Wiener Kunstakademie. Während dieser Zeit unternahm er eine Bildungsreise nach Frankreich und England. In Wien kopierte Kloeber Werke Alter Meister, vor allem Antonio da Correggios und Peter Paul Rubens’, malte Bilder mit religiösen Motiven und Porträts, unter anderem von Mitgliedern der Familie Beethoven und Grillparzer.
Das Beethoven-Porträt entstand im Sommer 1818 in Döbling bei Wien als Doppelporträt des Komponisten und seines Neffen und wird als äußerst gelungen beschrieben. Es entstand im Auftrag von Kloebers Schwager, Johann Freiherr Skrbenský von Hříště (1768–1822), für dessen Schloss in Schönhof. Das Schloss wurde 1927 abgetragen, das Porträt ist verschollen; es existiert auch keine Abbildung. Erhalten sind Kloebers Entwurf von Beethovens Kopf und seinen Händen. Daneben ist die Skizze des Kopfs – unter Kloebers Aufsicht – mehrfach lithographiert worden.
1818 wurde Kloeber auf Betreiben Karl Friedrich Schinkels nach Berlin berufen, wo er um 1820 an der Ausmalung im neuerrichteten Schauspielhaus beteiligt war. Zudem fertigte er bis 1836 Entwürfe für die Königliche Porzellan-Manufaktur Berlin (KPM). Neben eigenen Kompositionen entstanden in dieser Zeit auch Werke in Zusammenarbeit mit Gottfried Wilhelm Völcker. Unterstützt durch ein Stipendium des Kultusministeriums, hielt sich Kloeber von 1821 bis 1828 in Italien auf, wo er in Rom Kontakt zu Bonaventura Genelli, August Kopisch und August Wilhelm Ahlborn bekam. Nach seiner Rückkehr wurde er 1829 bis 1864 Mitglied und 1834 Professor an der Berliner Kunstakademie, an der er ab 1854 Leiter der Kompositionsklasse war und an deren Akademieausstellungen er fast regelmäßig teilnahm. Im Januar 1848 erhielt Kloeber den Roten Adlerorden IV. Klasse.
August von Kloeber malte Bilder mit Motiven aus der Mythologie, Religion, Porträts und vereinzelt auch Themen aus der Historie. Neben Arbeiten in privaten Villen erhielt er Aufträge aus dem preußischen Königshaus, vor allem von Friedrich Wilhelm IV., der ihn zur Ausmalung einiger Schlösser und Kirchen heranzog. Zudem fertigte er Entwürfe für die Königliche Porzellan-Manufaktur, Goldschmiedearbeiten, Medaillen, Seidenwebereien und beschäftigte sich mit Lava- und Glasmalerei.
Kloeber bevorzugte in seinen Arbeiten Motive aus der Mythologie, wodurch er zu den wenigen Ausnahmen unter den deutschen Malern jener Zeit gehörte. Seine Arbeiten waren geprägt durch das Studium von Correggio und Rubens, mit Einwirkungen der Kunst von Jacques-Louis David. „Anmutige und zierliche Motive liegen ihm am besten. Seine Nymphen, Grazien und Amoretten wirken lieblich, wenn auch oft etwas süßlich. […] Seinem Talent, leicht und flüssig zu komponieren, gaben erst die Dekorationsaufträge um 1860 die Möglichkeit zur freien Entfaltung. Die damals entstandenen Zyklen (lebhaft bewegte Figurengruppen; Grazie des Linienspiels; naturalistische Behandlung der Einzelformen) werden, wie viele spätere Werke Kloebers, durch einen stark akademischen Zug beeinträchtigt. Sie sind stark charakteristisch für das „Neurokoko“ um die Mitte des 19. Jahrhunderts.“
August von Kloeber starb 1864 im Alter von 71 Jahren in Berlin und wurde auf dem Luisenstädtischen Friedhof beigesetzt. Sein Grab ist nicht erhalten geblieben.

## Werke (Auswahl)

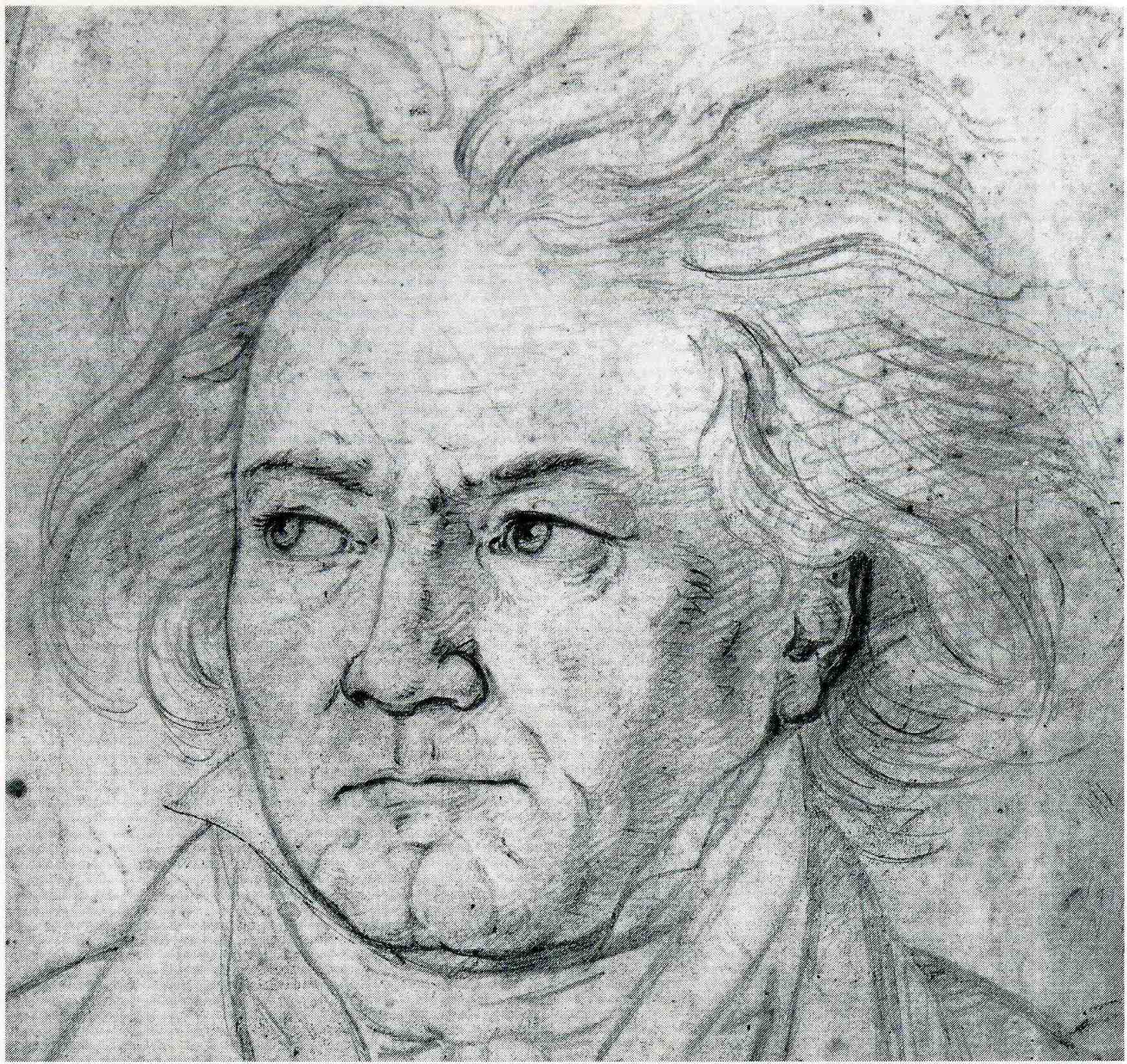
Ludwig van Beethoven, Skizze von August von Kloeber, 1818

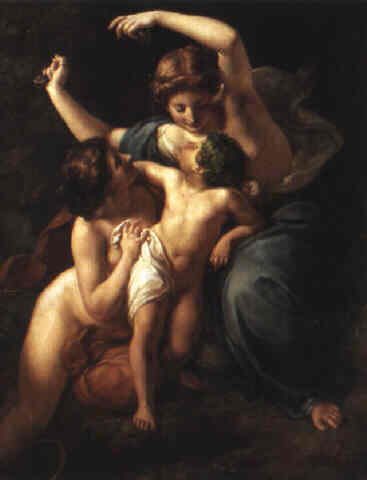
Allegorisches Motiv, August von Kloeber, 1860

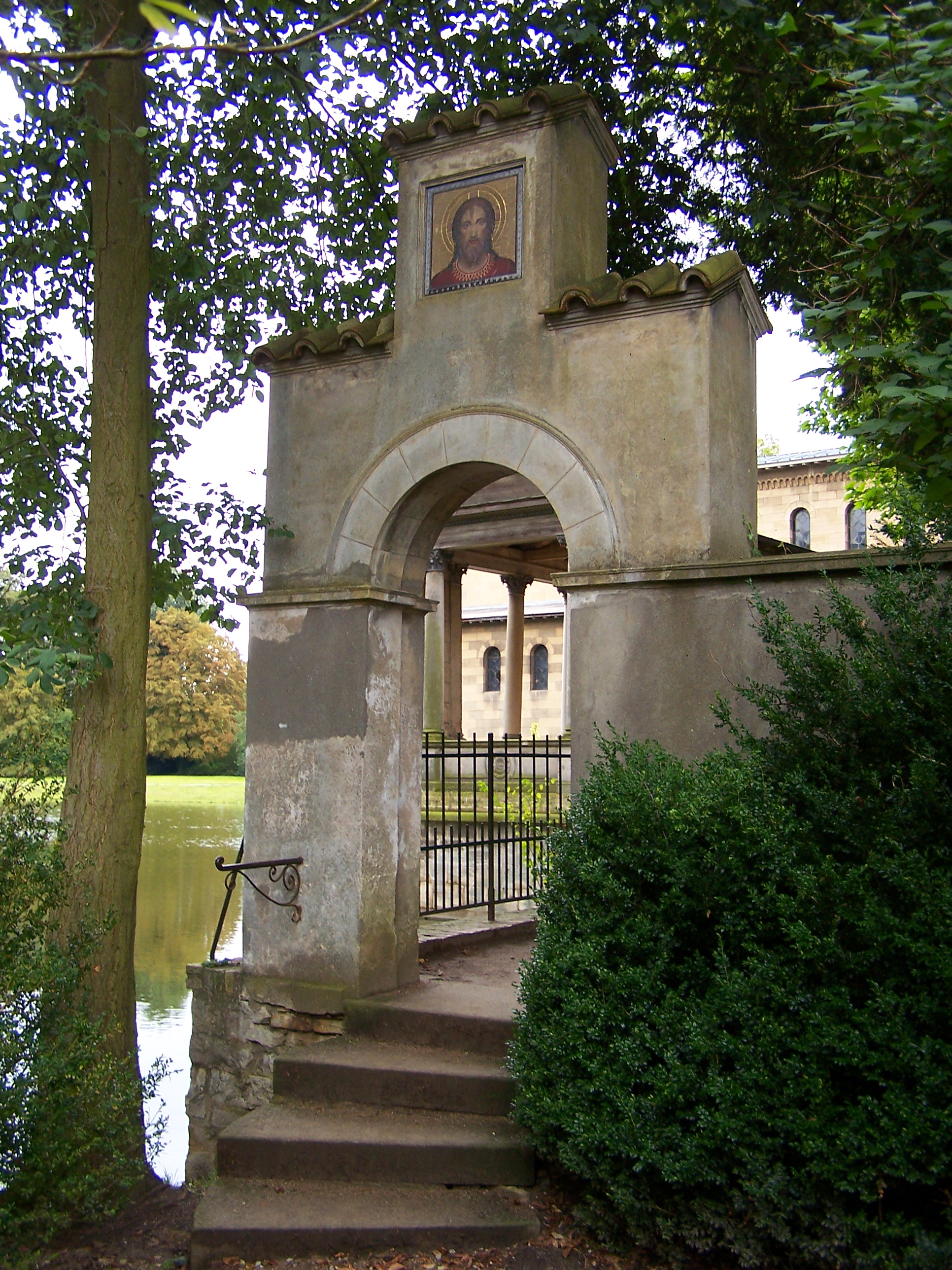
Erlöser- oder Christuspforte mit Christuskopf in Glorie, August von Kloeber, 1852

- Ludwig van Beethoven, Porträt, 1818
- Grillparzer, Porträt, 1818, 1819 in der Kunstakademie Dresden ausgestellt, 1820 auf der Schlesischen Kunstausstellung Breslau vorgestellt (verschollen)
- Caroline Pichler, Porträt (verschollen)
- Darstellung aus dem 1821 im Berliner Schloss aufgeführten Singspiel „Lalla Rukh“ auf einer Prachtvase der KPM
- Findung Mosis (1822 auf der schlesischen Kunstausstellung Breslau vorgestellt)
- Moses und die Töchter Reguels (Konturstich von Eduard Mandel)
- Venus nach dem Bade [Toilette der Venus], 1826. Gemalt im Auftrag des Prinzen Heinrich von Preußen, dem zweitjüngsten Sohn Friedrich Wilhelms II. 1827 in der deutschen Ausstellung in Rom vorgestellt.
- Bacchus als Kind von Nymphen gebadet (von Joseph Caspar 1829 gestochen)
- Amor bei jungen Mädchen (bestimmt für das Schloss Homburg, 1832 unter Leitung von Ludwig Buchhorn gestochen)
- Pausias mit dem Blumenmädchen, 1833, in Zusammenarbeit mit Gottfried Wilhelm Völcker (bestimmt für das Marmorpalais, Potsdam)
- Sakontala (1835 Konturstich von Friedrich Eduard Eichens)
- Pausias und Glycere, 1834 (bestimmt für das Potsdamer Stadtschloss)
- Bacchus, seinen Panther tränkend, 1834 (gestochen von Eduard Mandel)
- Medaillon mit den Porträts Friedrich Wilhelm IV. und seiner Gemahlin Elisabeth Ludovika (bestimmt für Schloss Charlottenhof im Park Sanssouci, Potsdam)
- zwei Medaillons Luna und Aurora (bestimmt für das Reichsarbeitsministerium, Berlin)
- Jubal, die Flöte erfindend, 1839 (geschabt von Friedrich Oldermann)
- Pferdeschwemme, 1840
- Amor, den Pfeil schleifend (geschabt von Erasmus Lüderitz)
- Tod des Adonis, 1852 (bestimmt für das Neue Palais, Potsdam)
- Amor und Psyche, 1854, (gestochen von Gustav Seidel)
- Bekehrung des Wendenfürsten Jaczko bei Schildhorn (Darstellung der Schildhornsage, bestimmt für das Residenzschloss Hannover)
- Perseus und Andromeda, 1857 (bestimmt für das Potsdamer Stadtschloss)
- Schlafendes Blumenmädchen, Blumen gemalt von Gottfried Wilhelm Völcker (bestimmt für das Berliner Schloss, ehemaliges Oberhofmarschallamt).
- Wand- und Deckengemälde für folgende Gebäude:
  - Schauspielhaus Berlin, 19 Fries- und 21 Kassettenbilder mythologischer (Apollonmythe) und allegorischer Darstellungen, um 1820 (im ersten, nach dem Umbau 1893 unteren Vorsaal)
  - Vorhalle des Alten Museums Berlin: Herkules auf dem Scheiterhaufen und Herkules tötet den Kentauren, 1833/34
  - Opernhaus Berlin, Deckengemälde in der königlichen Loge Putten mit Königskrone, 1844
  - Marmorpalais Potsdam, Deckengemälde Vier Jahreszeiten und mytholog. Wandgemälde, 1845
  - Kapelle des Berliner Stadtschlosses, Darstellung der Evangelisten Matthäus und Marcus auf Goldgrund, 1851
  - Schlosskirche Wittenberg, enkaustische Malereien auf Lava im Bogenfeld des Portals, 1851 (Kruzifix zwischen Luther und Melanchthon)
  - Alexander-Newski-Gedächtniskirche, Potsdam. Drei Ikonen auf Lavatafeln: Christus, Alexander Newski und Theodor Stratelates, 1851
  - Friedenskirche, Potsdam, Christuskopf in Glorie auf Lavatafel, 1852 (an der Erlöser- oder Christuspforte, die vom Park Sanssouci auf das Kirchengelände führt)
  - Kuppel der Gedenkhalle im Kronprinzenpalais, Berlin. Allegorien der Künste und Wissenschaften, 1858
  - Viktoria-Theater Berlin, Decken- und Proszeniumbilder Zug des Apollo, Bacchus, Tanzszenen usw., 1860, zerstört
  - Villa des belgischen Generalkonsuls Odilon de Kraecker in Hamburg, Fest- und Musiksaal. Gruppen tanzender und musizierender Kinder, Motive aus der Geschichte der Psyche, 1861 (und weitere Decken- und Wandmalereien in Berliner und Hamburger Privatvillen)
  - Berliner Börse, stereochrome Wandgemälde, in der Produktenbörse: Holzfällung, Fischfang usw., in der Fondsbörse: Münze, Handel usw. 1862/64 größtenteils von Schülern ausgeführt
- Und zahlreiche Porträtbildnisse

Illustrationen (Auswahl)
- Ritter Harald von Uhland und Junker Rechberger von Uhland, gezeichnet von August von Kloeber, radiert von Anton Klaus. In: Adolf Schroedter: Album deutscher Dichter. A. Hofmann & Comp., Berlin 1848, urn:nbn:de:hbz:061:2-288 Digitalisierte Ausgabe der Universitäts- und Landesbibliothek Düsseldorf.